# Wilhelmine Holmboe-Schenström

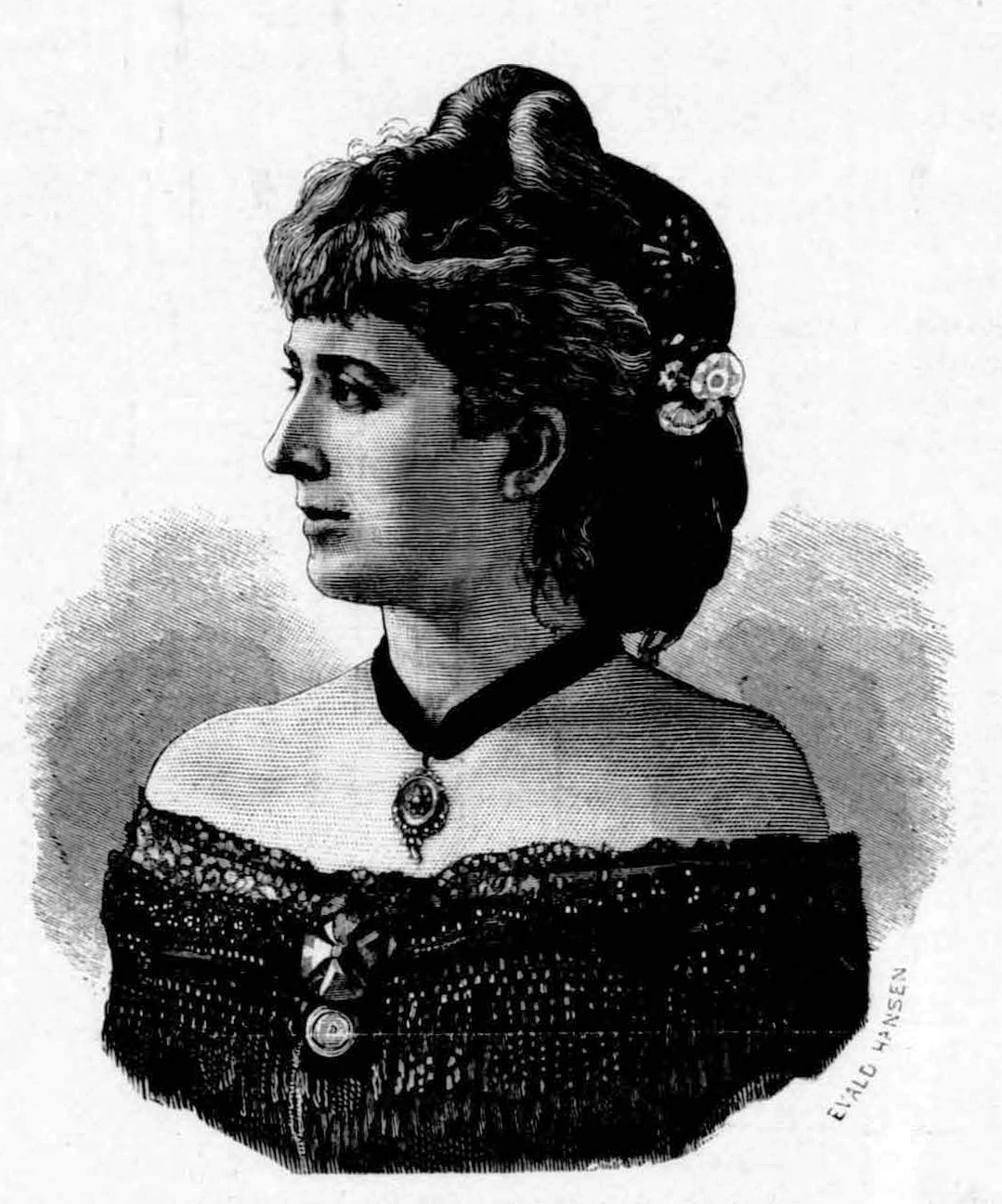
Sara Wilhelmine Holmboe-Schenström im Jahr (1884)

Sara Wilhelmine Holmboe-Schenström, auch bekannt unter dem Künstlernamen Wilhelmine L'Hombino (geboren am 5. Juli 1842 in Ålesund; gestorben am 18. November 1939 in Oslo) war eine norwegische Mezzosopranistin und Konzertsängerin, die später in der Oper sang. Die Opernhistorikerin Maud Hurum bezeichnete sie neben Karen Holmsen und Gina Oselio als eine der ersten Frauen des Landes, die mit ihrem Gesang internationale Anerkennung erlangte. Nachdem sie 1872 in einem Konzert in Oslo aufgetreten war, gab sie Liederabende in Deutschland, Frankreich, England und Skandinavien. Danach trat sie in Opern in Schweden und auf dem europäischen Festland auf, u. a. drei Jahre lang in Italien. Nach ihrer Heirat im Jahr 1880 wurde sie Gesangslehrerin in Oslo und Schweden.

## Jugend und Ausbildung
Sara Wilhelmine Holmboe wurde in Ålesund als Tochter des Richters Joakim Gotsche Holmboe (1796–1876) und dessen Ehefrau Anne Johanne geb. Johansdatter (1801–1887) geboren. Sie war eines von neun Kindern der Familie. Ihr Interesse an der Musik war so groß, dass sie kurz nach ihrer Konfirmation in Oslo (damals Christiania) bei dem Organisten Rudolph Magnus Forwald zu studieren begann und Klavierunterricht bei Halfdan Kjerulf nahm. Sie setzte ihre Ausbildung in Paris fort, zunächst beim französischen Tenor François Wartel (1803–1882), dann bei der Mezzosopranistin Pauline Viardot.

## Karriere
Unter der Leitung und Begleitung der Pianistin Erika Nissen trat Holmboe erstmals bei einem Konzert in Oslo auf, wo sie eine Arie aus Mozarts Die Hochzeit des Figaro sang und vom Publikum begeistert gefeiert wurde. Nach einem eigenen Konzert in Halle gab sie über 50 Konzerte in Skandinavien und im übrigen Europa.
Ihre Eltern wollten eigentlich, dass sie Konzertsängerin wird, aber Wilhelmine überredete sie, die Kosten für ihre Ausbildung zur Opernsängerin zu übernehmen. Daraufhin zog sie nach Paris, wo sie bei dem französischen Tenor Gustave-Hippolyte Roger studierte. Ihr Operndebüt gab sie in Lüttich in Verdis Un ballo in maschera. Danach trat sie als Azucena in Il trovatore und als Léonor in Donizettis La favorite auf. Für alle drei Rollen wurde sie von den Kritikern sowohl für ihre schauspielerische als auch für ihre gesangliche Leistung gelobt.
Trotz einiger Berichte, dass sie an der Königlichen Schwedischen Oper auftrat, heißt es in zeitgenössischen Berichten, dass sie, da sie ihre Rollen auf Französisch gelernt hatte, dort nicht singen konnte, da der Direktor auf Aufführungen auf Schwedisch bestanden hatte. Stattdessen kehrte sie 1877 nach Frankreich zurück, wo sie die Wintersaison an der Königlichen Oper von Versailles verbrachte. Im darauffolgenden Jahr zog sie nach Italien, wo sie in den nächsten drei Jahren in verschiedenen Städten sang, insbesondere in Neapel und Mailand. Ihre erfolgreichsten Rollen waren Margaretha in Gounods Faust, Maddalena in Verdis Rigoletto und in Filippo Marchettis Ruy Blas. Sie trat auch als Fides in Meyerbeers Der Prophet und als Amneris in Verdis Aida auf.

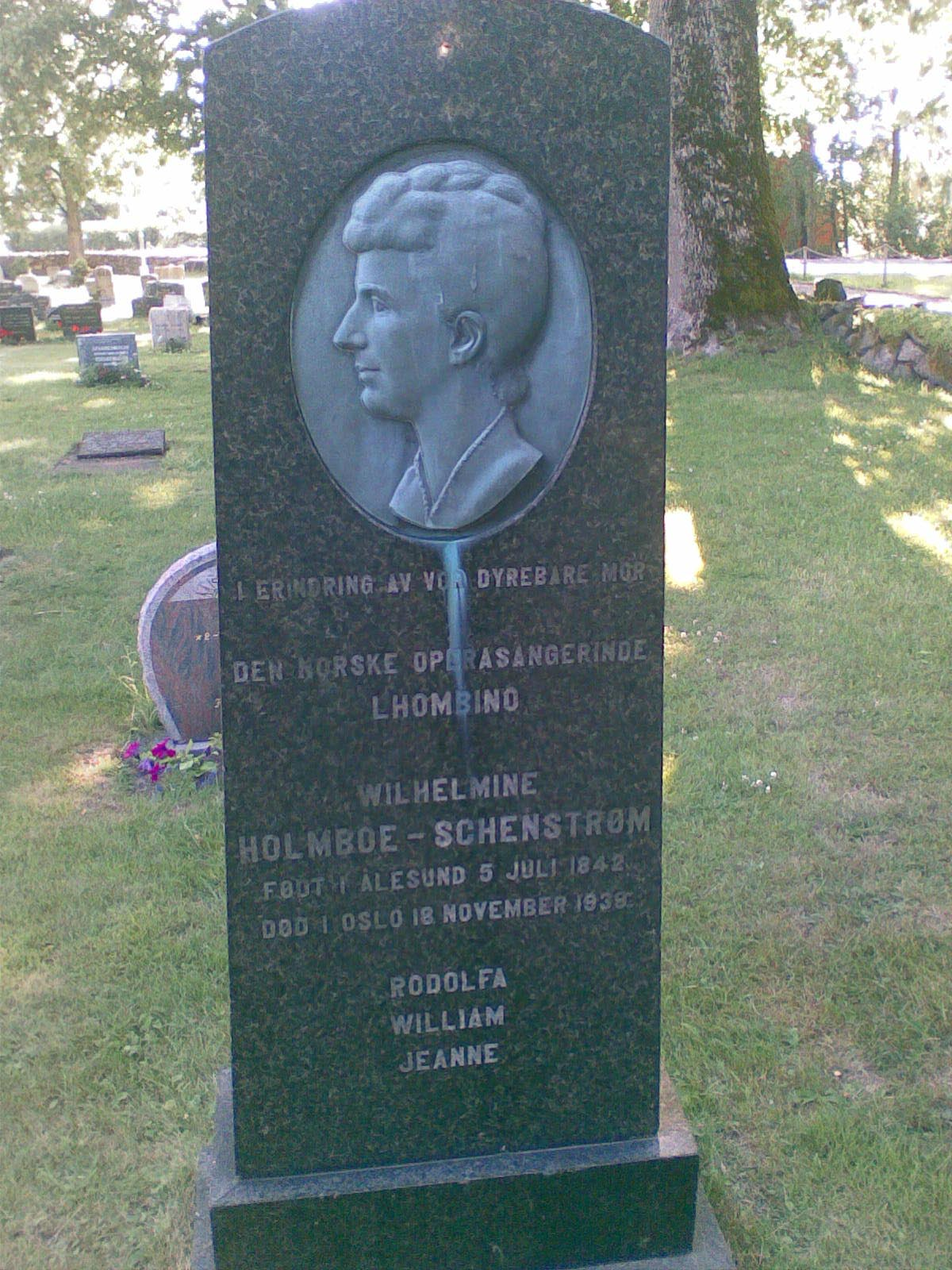
Grabstein von Wilhelmine Holmboe-Schenström (1842–1939)

## Familie
Im August 1880 heiratete sie den schwedischen Major Rolf Oscar Alexander Schenström, woraufhin sie als Musiklehrerin hauptsächlich in Schweden und Norwegen, aber auch in London tätig wurde. Das Ehepaar hatte zwei Kinder, Wilhelm Rolf Oscar Holmboe Schenstrøm (* 29. April 1885 in Paris) und Jeanne Joacima Holmboe Schenstrøm (* 17. Dezember 1887 in Kristinehamn, Schweden).
Wilhelmine Holmboe-Schenström starb am 18. November 1939 in Oslo.